# Хасфурт
Хасфурт (њем. Haßfurt) град је у њемачкој савезној држави Баварска. Једно је од 26 општинских средишта округа Хасберге. Према процјени из 2010. у граду је живјело 13.391 становника. Посједује регионалну шифру (AGS) 9674147.

## Географски и демографски подаци
Хасфурт се налази у савезној држави Баварска у округу Хасберге. Град се налази на надморској висини од 225 метара. Површина општине износи 52,7 km². У самом граду је, према процјени из 2010. године, живјело 13.391 становника. Просјечна густина становништва износи 254 становника/km².

## Међународна сарадња
| Мјесто        | Држава    | Врста сарадње | Од    |
| ------------- | --------- | ------------- | ----- |
|               | Шведска   | контакт       | 2000. |
|               | Украјина  | контакт       | 2000. |
|               | Француска | партнерство   | 1974. |
|               | Француска | партнерство   | 1974. |
|               | Француска | партнерство   | 1974. |
| Кирјат Моцгин | Израел    | партнерство   | 1990. |
| Извор         |           |               |       |